# سیارک ۷۳۸۲
سیارک ۷۳۸۲ (به انگلیسی: 7382 Bozhenkova، نامگذاری:1981RJ5) هفت هزار و سیصد و هشتاد و دومین سیارک کشف شده‌است که در ۸ سپتامبر ۱۹۸۱ کشف شد.
قدر مطلق سیارک برابر ۱۲٫۷۰ است.